# Fatima Rhazi
 (juin 2025).
Fatima Rhazi, née le 6 mai 1956 à Oujda au Maroc, est une journaliste, photographe de presse et militante associative maroco-française. Pionnière du photojournalisme sportif au Maroc, elle s’installe en France dans les années 1980, où elle fonde l’association Femmes d’Ici et d’Ailleurs, engagée en faveur de l’insertion des femmes migrantes. Elle est faite chevalier de la Légion d'honneur en 2009.

## Biographie
Fatima Rhazi se passionne très tôt pour l’image. Après une formation de trois ans à l'Institut polytechnique de stylisme de Paris, elle s'installe à Casablanca où elle devient archiviste pour un photographe, puis photographe sportive. Elle intègre la première agence marocaine de photos de presse fondée par Mohamed Maradji, photographe attitré du roi Hassan II. En 1975, elle participe à la Marche verte, qu’elle documente à travers ses photographies.
En 1979, elle obtient sa carte de photographe de presse et couvre des événements sportifs, devenant la seule femme photographe lors du match Maroc-Algérie du 9 décembre 1979. Cette visibilité médiatique entraîne des pressions familiales, mais elle choisit de poursuivre sa carrière dans la photographie.

## Installation en France et engagement associatif
À la fin des années 1980, Fatima Rhazi s’installe à Marseille, où elle poursuit sa carrière de photographe indépendante. Sensible à la condition des femmes migrantes qu’elle côtoie, elle décide de s’investir dans le milieu associatif.En 1994, elle fonde l’association Femmes d’Ici et d’Ailleurs, avec pour objectif de favoriser l’insertion sociale et professionnelle des femmes issues de l’immigration à travers des ateliers de cuisine, de couture, de photographie et de théâtre. L'association devient un lieu d’échange interculturel, de transmission de savoirs, et de renforcement de la confiance en soi pour des femmes venues d'Afrique du Nord, d’Afrique subsaharienne, d’Europe de l’Est ou d’Asie.En 2019, elle participe à la préparation d’un couscous géant lors de l’avant-première du documentaire *Couscous Zizanie*, organisé au restaurant Les Grandes Tables de la Friche Belle de Mai, en partenariat avec France 3 Provence-Alpes-Côte d’Azur et son association. 
Selon le média Terrafemina, l’association Femmes d’Ici et d’Ailleurs a contribué à la création de plus de 23 000 micro-entreprises entre 1994 et 2020, en accompagnant des femmes issues de l’immigration dans leurs démarches d’insertion économique. En 2022, une étude anthropologique menée par l’université américaine Wesleyan consacre plusieurs chapitres au rôle de Fatima Rhazi dans la construction de ponts culturels à Marseille. Selon l’auteure Margot Shorey, l’association agit comme un « espace de parole et de création » où les femmes partagent leurs récits de migration à travers la cuisine et la photographie.

## Distinctions
- 2009 : Chevalier de la Légion d’honneur, remise par le président Nicolas Sarkozy pour son engagement dans l’intégration des femmes migrantes[1].

## Reconnaissance médiatique
Fatima Rhazi a fait l’objet de plusieurs portraits dans la presse française et internationale :
- Le magazine AramcoWorld publie en 2018 un article sur son travail associatif à Marseille et l'impact de son action sur les femmes migrantes[4].
- En 2021, le média Marcelle lui consacre un portrait soulignant son parcours, sa détermination et les valeurs d’émancipation portées par son association[8].
- Elle est également le sujet d’un reportage vidéo intitulé Objectif Liberté diffusé sur la plateforme Dailymotion[9]

- En 2023, elle accorde un entretien au média RMT News International, dans lequel elle revient sur son parcours de photographe, son engagement associatif et sa vision du rôle des femmes migrantes à Marseille[10].